# Саровский сельский совет
Саровский сельский совет (укр. Сарівська сільська рада) — входит в состав
Гадячского района
Полтавской области
Украины.
Административный центр сельского совета находится в 
с. Сары.

## История
- 1918 — дата образования.

## Населённые пункты совета
- с. Сары
- с. Донцовщина
- с. Киевское
- с. Малые Будища
- с. Саранчова Долина
- с. Червоный Кут